# コロンビアにおけるカバ
コロンビアにおけるカバとは、コロンビアにおいて飼育下から脱走して野生化（英語版）した外来種のカバの繁殖問題である。

## 概要

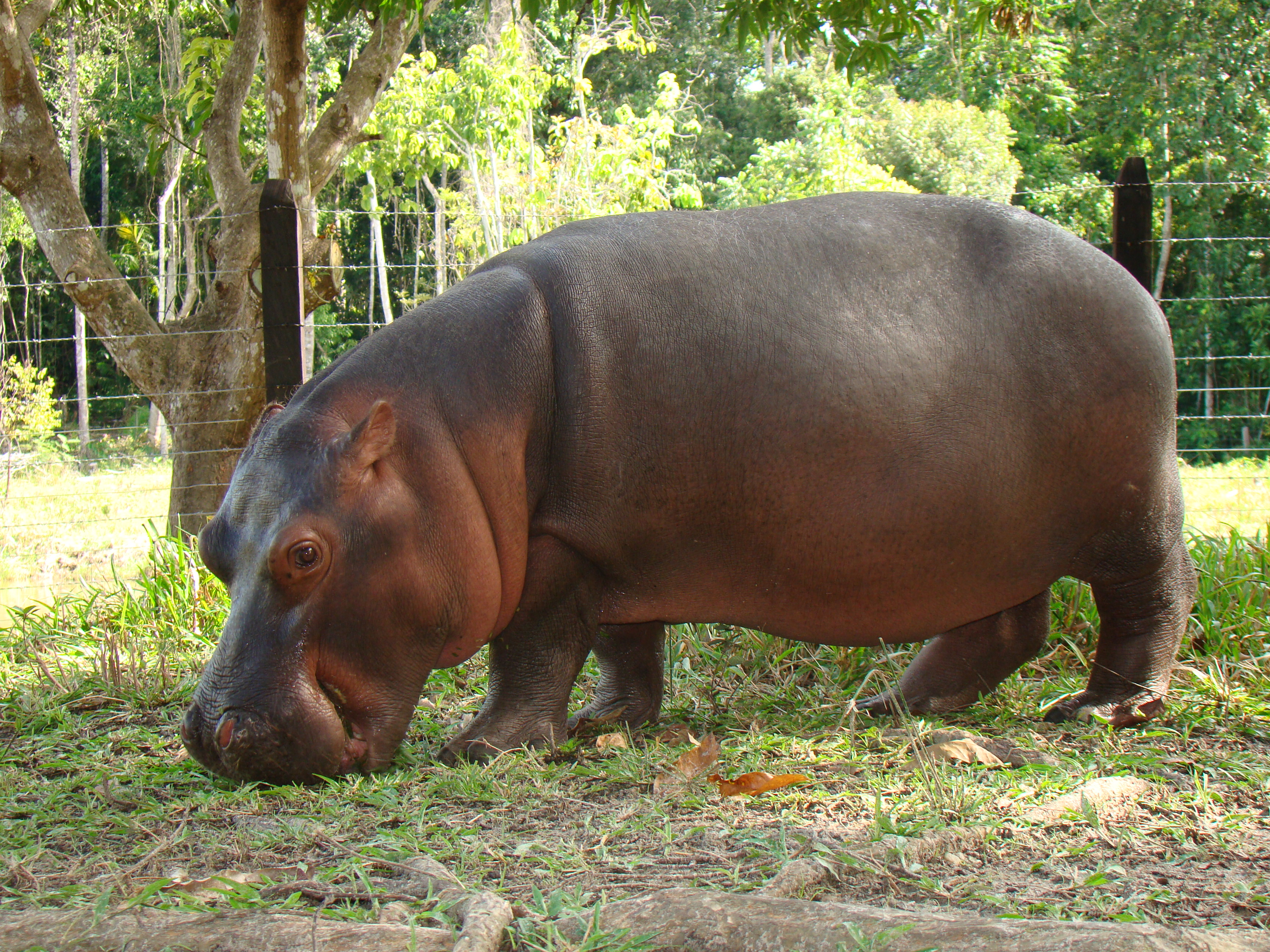
アシエンダ・ナポレスのカバ。

1980年代、コロンビアの「麻薬王」であるパブロ・エスコバルは、自身の別荘地に動物園を作るため、アフリカから4頭のカバを輸入した。エスコバルの死後、私設動物園に放置されたカバは逃走し、野生化した。環境省大臣のカルロス・エドゥアルド・コレアはコロンビア国立大学とフンボルト研究所の調査結果を元に「対策を講じない場合、2030年までに400頭に増える。保護地区や野生のカピバラ、マナティーなどの在来の動植物に影響を与え、マグダレナ川沿い人々に危険が及ぶ可能性がある」として危機感を露わにし、カバを特定外来種に指定する検討を行っている。
日本語では、これらの野良化カバは主に「麻薬王のカバ」や「コカイン・カバ」などと呼ばれている。

## 歴史

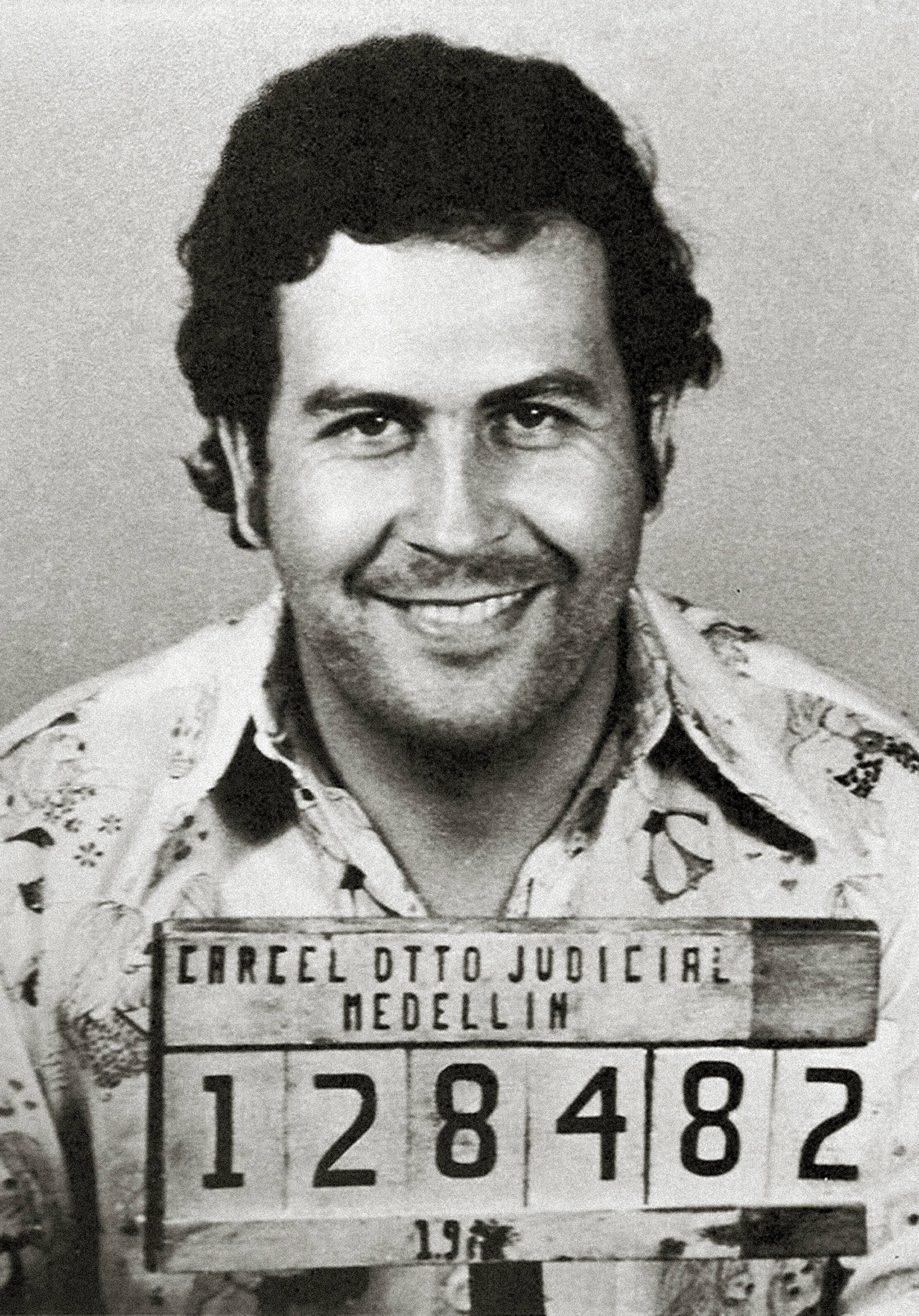
コロンビアにカバを持ち込んだパブロ・エスコバル（1977年）

1970年にメデジン・カルテルを創設し、当時世界最大の麻薬組織を作り上げたパブロ・エスコバルは、1980年代、世界中から珍しい生物をコロンビアに密輸し、首都ボゴタから北西約250 kmの場所にある彼の豪邸敷地（アシエンダ・ナポレス）内に私設動物園を建設した。その中にアフリカから輸入された4頭のカバ（オス1頭、メス3頭）が含まれていた。1993年にエスコバルが銃殺されると彼の資産は差し押さえられ、私設動物園にいた多くの動物は国内の動物園などに売却されたが、4頭のカバだけが放置された。コロンビアの生物学者ナタリー・カステルブランコは、BBCの取材に対し「カバの大きさの問題で移動が困難だったため、自然に死ぬだろうとして放置したのではないか」と推測している。しかし、その予想は裏切られ、動物園から逃げ出したカバは繁殖を続けた。2007年までに、カバは16頭に増え、近くのマグダレナ川の餌を求めて川の周辺を徘徊していた。2014年には、アンティオキア県内に40頭のカバがいるとの報告がなされた。
干ばつが無く、外敵もいない南米の環境はカバにとって理想的で、個体数の増加スピードはアフリカよりも早く、より早い年齢で繁殖することも判明している。BBCの2021年2月11日の報道によれば、コロンビアのカバは、すでにアフリカ大陸外の生息数としては最大となっており、2021年時点でコロンビア各地の水路に80〜120頭のカバが生息していると推計されている。2021年1月にマナティーなど在来の生態系への影響を懸念し、コロンビアのカバの駆除の必要性を訴える論文が学術誌『バイオロジカル・コンサベーション』に発表された。ナタリー・カステルブランコらは発表した論文の中で、このまま放置した場合、2039年には1400頭に増えると試算され、様々な影響が懸念されることから、根絶に向かうために相当数を間引く必要があると警告を発している。2009年に1頭のカバが射殺された際も抗議活動が盛り上がりを見せた経緯があるが、こうしたカバの排除論に対して、観光資源として共存を望む市民の声や、避妊などのより平和的な解決を望む国際的な動物愛護団体の声なども挙がっている。
2021年10月20日、アメリカ合衆国オハイオ州の地方裁判所において、コロンビアのカバに対して人間同等の法的権利を認める判決が示された。アメリカの動物保護団体ADFLがカバに代わって野生動物専門家が裁判で証言可能となるよう求めたことに対して裁判所がその訴えを認めたことで、アメリカの歴史上初めて、動物が人間同等の権利を得ることとなった。この結果を受けてADFLはコロンビア政府に対し、カバの駆除計画の中止を申し入れし、避妊薬PZPの使用による対策をとるよう提言した。
一方でコロンビアの環境省は2022年3月25日、Hippopotamus amphibius（カバの学名）がコロンビア外来種リストに含まれていることを改めて決議し、国家環境システム（SINA）による国内における対象種の予防、管理、措置が行えることを再確認した。環境大臣コレアは、国家の優先事項は人命保護と多様性の保全であることを強調した。この決議により、カバはいかなる目的でも商業化、所持、繁殖が禁じられることとなった。

## 影響

### 在来動植物に対する影響

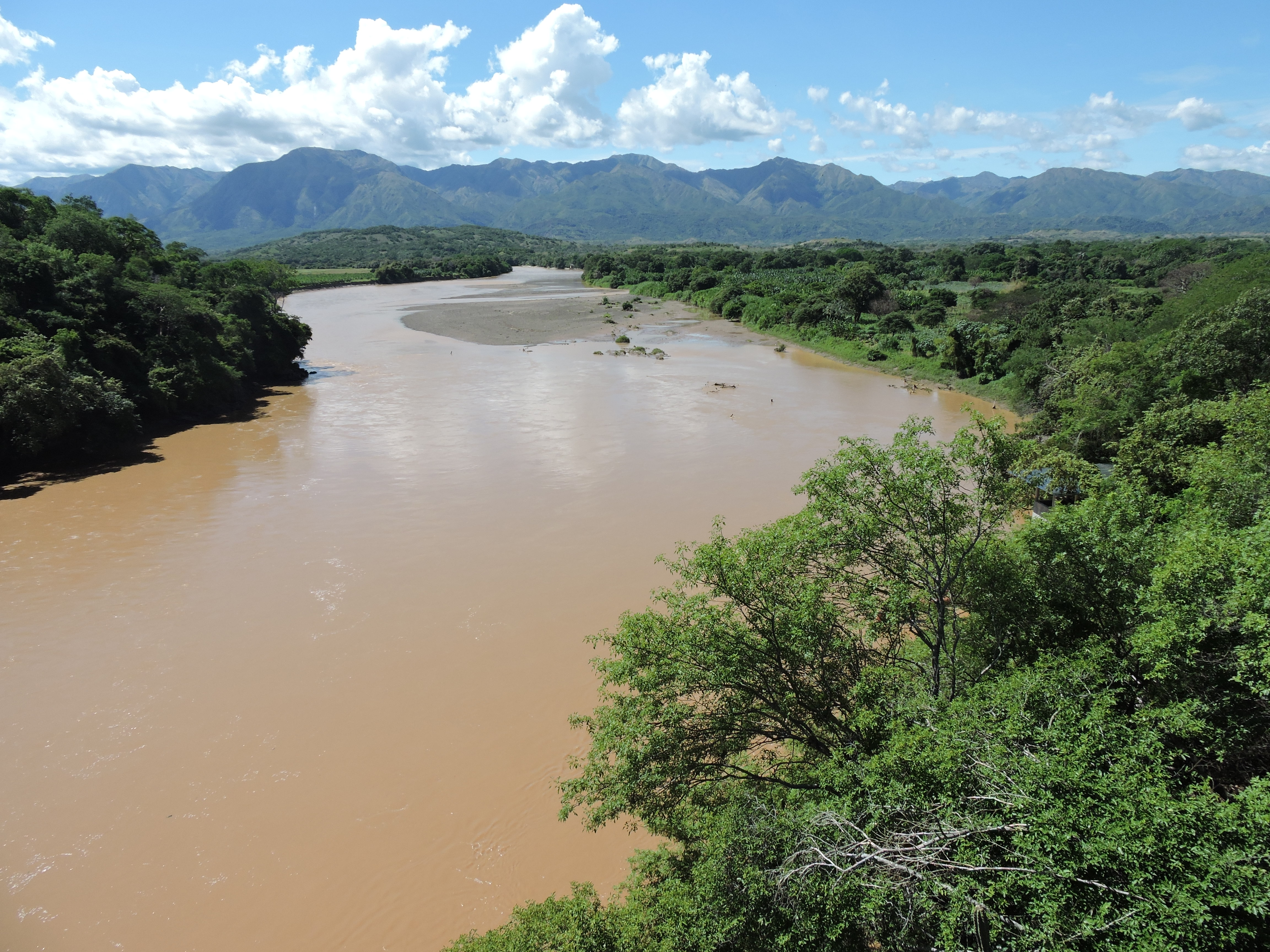
野生化したカバが生息するコロンビア西部のマグダレナ川。

外来種のカバがこのままコロンビア内で増加した場合、地域の生態系に様々な悪影響を与えると考えられている。コロンビア政府環境省の研究者であるデヴィッド・エチェベリは、カバが植物を大量に消費し、西インドマナティー、メガネカイマン、カワウソなどの在来種を追い出す可能性について示唆した。Biota Colombiana誌では、マグダレナ川流域にしか生息していない魚や、ダールカエルガメとマグダレナヨコクビガメといった絶滅危惧種が絶滅してしまう可能性も指摘されている。その他、『クーリエ・ジャポン』ではカバの排泄物が水路の化学成分を変え、漁業に影響を与える可能性を危惧している。2020年にカリフォルニア大学の生物学者ジョナサン・シューリンらによって行われた調査では、カバが生息するコロンビアの湖では栄養素のレベルと、有毒な藻類の異常発生や水生動物の死滅といった問題を引き起こす可能性があるシアノバクテリアが増加していることが発見された。
一方でカバたちは地域の環境に良い影響を与える可能性があると主張している研究者も存在しており、カバが水に与える新しい栄養素や、時折発生する魚の大量死は、死骸を主食とする生物や微生物には資源の増加につながるため、全体的に見れば良いことであると主張されている。しかし、これはカバたちの母国であるアフリカでの研究に基づいており、コロンビアでの研究に基づいているわけではない。なお、コロンビアのカバは、先史時代に絶滅したトクソドンやトリゴノドプスやヘミアウケニアなどのような種に取って代わる種である可能性があり、「更新世再野生化プロジェクト」の一部であることがデンマークの生物学者イエンス・スヴェニングによって主張されているが、そもそもプロジェクト自体が物議を醸している。また、コロンビアのカバは、アフリカのカバが直面する脅威から隔離されており、安全な集団として、現地のエコツーリズムに役立つとオーストラリアの生物学者アリアン・ウォラックによって指摘されている。

### 人類に対する影響
『クーリエ・ジャポン』では体重が5トンにも達する巨大カバが増えることによる人的被害に関する懸念も挙げられている。2017年時点では、カバによって人が殺されたという事例は確認されていない。しかし2020年には、カバが農家を追いかけ、重傷を負わせるという事件があり、カバの増加について研究が行われた。

## 対策
カバの個体数増加に対する対策は多数検討されたものの、ほとんどが未承認か、高価で実施困難な方法であった。2017年には野生のオスのカバが捕獲されて去勢を行った上で、再び野生に放されたものの、約5万米ドルもの費用がかかった例もある。
カバの数が急増しているため、保全活動家は、迅速に駆除計画を作る必要があると主張している。個体数増加による様々な影響を鑑み、2021年、アメリカ合衆国農務省より性ホルモンの分泌を抑制し、繁殖できなくするGonaConと呼ばれる避妊薬55回分(70回とも)の寄贈を受けたコロンビア政府は、同薬によるカバの不妊化対応を試みていることが発表された。
カバの殺処分については、地域住民から反発の声もあがっており、コロンビア当局による対策が進まない原因となっている。特に、こうした声を受けてコロンビアの政治家ルイス・ゴメスは、Twitterを通じて、カバの描かれたボードを掲げつつ我々はカバを守りたいのだという主旨の投稿を行った。ゴメスは殺処分以外の具体的な対策として、外科手術や不妊薬投与による避妊去勢、輸送、柵で囲む、企業からの資金援助といった案を挙げている。

## コロンビアのカバを題材とした作品
2013年、ナショナルジオグラフィックチャンネルは、コロンビアのカバに関するドキュメンタリーである『コカイン・カバ（英:Cocaine Hippos）』を制作した。 2020年にはNetflixにおいてパブロ・エスコバルのカバを題材としたコメディ作品『Cocaine Hippos』の製作が発表された。Netflixは2015年にはパブロ・エスコバルについて描いたオリジナルドラマ『ナルコス』も放送している。その他、Amazonプライムで放送されている『グランド・ツアー』の第3期で出演者たちは、カバを含むコロンビアの野生動物の写真を撮りに、コロンビアへ行った。